# Liviu Rebreanu
Liviu Rebreanu (Târlișua, 27 de novembre de 1885 – Valea Mare, Ștefăneștu, Argeș, 1 de setembre de 1944) va ser un periodista i escriptor romanès.

## Biografia
Segon fill dels tretze que van arribar a tenir una mestra i un professor d'orígens camperols, va estudiar en una acadèmia militar i va treballar com a tinent segon per a l'exèrcit austrohongarès en Gyula. Va renunciar a la carrera militar el 1908 per dedicar-se al periodisme i l'escriptura, per a gran desesperació dels seus pares.
L'1 de novembre de 1908 va publicar un primer article a la revista Luceafărul de Sibiu. Però des de 1910 es va establir a Bucarest, on ja viuria bona part de la seva vida. Allà va treballar com a periodista per Ordinea i després a Falanga literară şi artistică. S'hi va unir a diversos cercles literaris. A petició del govern austrohongarès, va ser extradit el gener de 1910 pels seus articles favorables a les reclamacions romaneses a Transsilvània. Per aquest motiu fou empresonat a Gyula i quan va ser posat en llibertat a l'agost va tornar a Bucarest. Entre 1911 i 1912 va ser secretari del teatre nacional de Craiova, on va treballar sota la direcció del novel·lista Emil Gârleanu. Es va casar amb Fanny Rădulescu.
El seu primer llibre és una col·lecció de contes sota el títol Frământări [Turments], el 1912. Van seguir nombroses novel·les de caràcter social. Durant la Primera Guerra Mundial va ser reporter per Adevărul, mentre seguia publicant novel·les: Golanii i Mărturisire el 1916, i Răfuială («Contes») el 1919. Després de la guerra va esdevenir un important col·laborador de la societat literària Sburătorul, dirigida pel crític literari I. Lovinescu. El 1920 va publicar el llibre Ion, considerada la primera novel·la romanesa moderna. Per aquest títol va rebre el premi de l'Acadèmia Romanesa, en la qual va ingressar com a membre el 1939. De 1928 a 1930 va dirigir el Teatre Nacional de Bucarest, i des de 1940 fins a 1944 va presidir la Societat d'Escriptors Romanesos. Va morir el 1944, a l'edat de 59 anys, a Valea Mare.
En moltes de les seves novel·les es va dedicar a descriure la difícil vida dels camperols romanesos i llur lluita per la possessió de la terra, encara que també va escriure novel·les psicològiques i algunes peces teatrals. La seva novel·la més coneguda, Răscoala («La revolta»), de 1932, és una epopeia de les insurreccions camperoles de 1907. Després d'aquesta data, la seva narrativa descriu ambients urbans refinats i corruptes. Tot i així, en aquell moment, la seva narrativa s'havia frivolitzat i havia deixat de tenir el mateix valor.

## Obres

### Relats
- Framantari (1912)
- Catastrofa [La catàstrofe], 1921
- Norocul [La bona sort], 1921
- Cuibul visurilor [El niu dels somnis], 1927
- Cântecul lebedei [El cant del cigne], 1927
- Ițic Ștrul dezertor (Itsic Stroul, desertor), 1932

### Novel·les socials
- Ion, 1920
- Crăișorul [El reyezuelo], 1929
- Răscoala (La Revolta), 1932
- Gorila [El goril·la], 1938

### Novel·les psicològiques
- Pădurea spânzuraților ("El bosc dels penjats"), 1922
- Adam și Eva (Adam i Eva), 1925
- Ciuleandra, (nom d'una dansa popular romanesa) 1927
- Jar, 1934

### Altres novel·les
- Amândoi [literalment, "tots dos"], 1940.

### Peces de teatre
- Cadrilul [La quadrilla], 1919
- Plicul [El desenvolupament], 1923
- Apostolii [Els apòstols], 1926